# اوسترومنچن
اوسترومنچن (به لهستانی:  Ostromęczyn) یک روستا در لهستان است که در گمینا پلاتروو واقع شده‌است.